# Araucaria humboldtensis

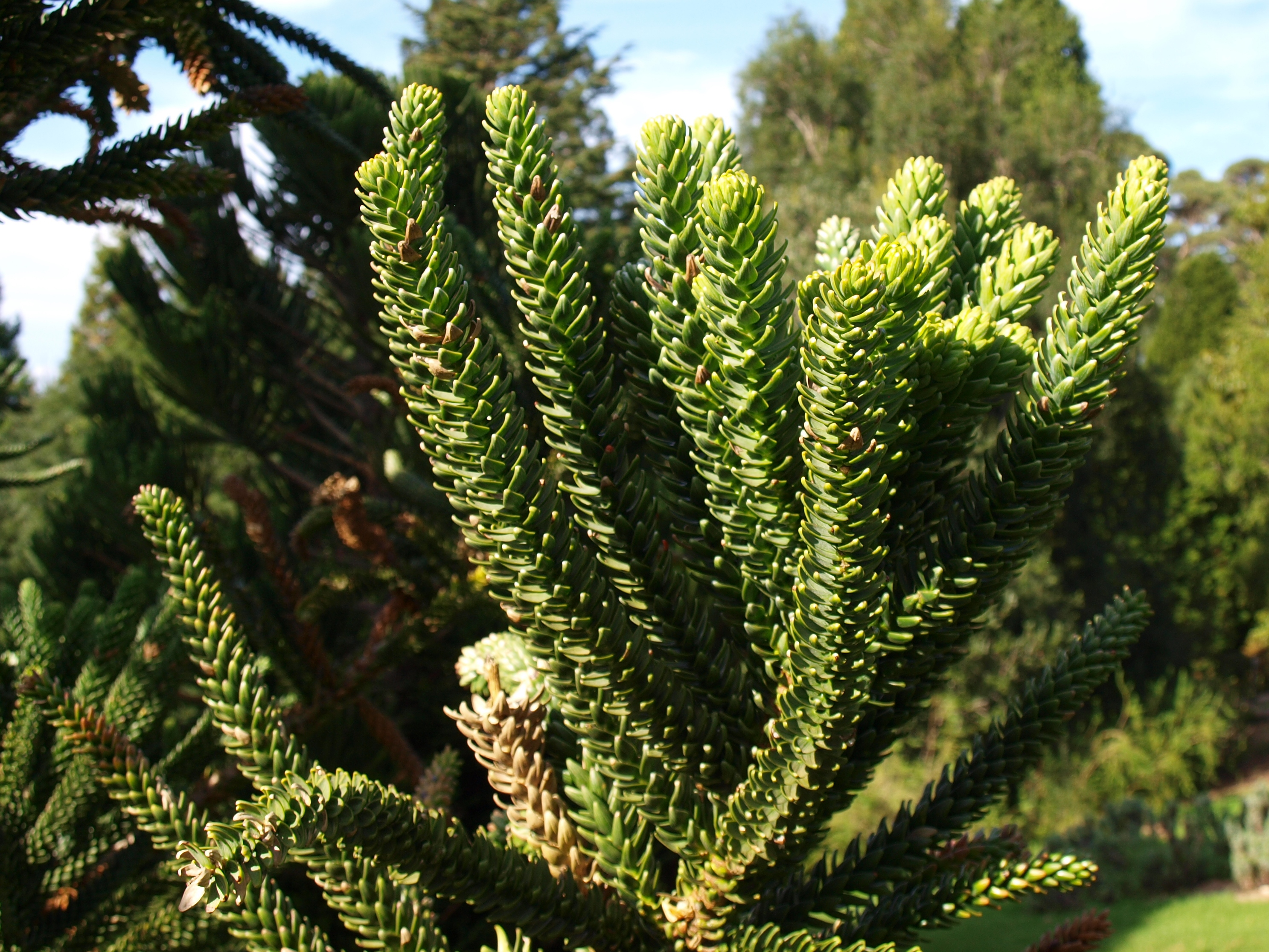

Araucaria humboldtensis (Араукарія Гумбольдта) — вид хвойних рослин родини араукарієвих.

## Поширення, екологія
Цей вид відомий тільки з вищих частин чотирьох гір південного масиву, Нова Каледонія. Росте від 750 до 1600 м. на ультраосновних ґрунтах.

## Морфологія
Дерево 6–15 м заввишки, з канделяброподібною кроною. Кора відлущується чотирикутними лусками або тонкими смужками, сивіла яскраво-коричневі. Гілки розташовані приблизно в одній площині, утворюючи V-подібний рисунок, 8–10 мм у діаметрі. Молоді листки лускоподібні, трикутні, 2,5–4 мм довжиною 2–3 мм шириною, вершина вигнута. Дорослі листки лускоподібні, жилки помітні, яйцюваті, на вершині загострені і увігнуті, 5–6 мм довжиною 4–5 мм шириною. Чоловічі шишки циліндричні, до 6 см довжиною 15 мм шириною, кручені, мікроспорофіли трикутні. Жіночі шишки майже кулясті, 9 см довжиною 8 см шириною. Насіння до 3 см довжиною з широким горішком і з широкими крилами.

## Загрози та охорона
На горі Гумбольдта загибло щонайменше 10% від субпопуляції. Причина невідома, але вона може бути пов'язані з посухою або, можливо, невідомим збудником. Пожежі в даний час є основною загрозою. Оскільки субпопуляції обмежені вузьким діапазоном висот з невеликою можливістю для висхідного розширення, цей вид може бути дуже чутливі до деяких з можливих наслідків зміни клімату. Основні субпопуляції знаходяться в охоронних районах.